# Roll-and-keep
Roll-and-keep albo R&K (ang. roll – toczyć się (w domyśle dotyczy to kości do gry), keep – zatrzymać. W zgodzie z polską terminologią: „rzuć i zatrzymaj”) to rodzaj mechaniki stosowanej w niektórych grach fabularnych. Głównym jej założeniem jest stworzenie zależności pomiędzy liczbą (rzadziej też rodzajem) rzucanych kości, a umiejętnościami, cechami czy ekwipunkiem testującego. Pewna liczba najlepszych wyników zostaje zsumowana. Suma ta zostaje porównana z wartością przedstawiającą trudność testu. Przy korzystaniu z R&K zazwyczaj stosuje się kostki dziesięciościenne.

## Zapis
Przy testowaniu metodą Roll-and-Keep potrzebne są trzy elementy. Ustala się tak zwany Stopień Trudności (ST), zwany też Poziomem Trudności (PT) lub Trudnością (T) – jest to wartość, jaką testujący musi przekroczyć podczas rzutu. Przykładowy zapis to ST:30, czyli suma wyników na kościach rzucającego musi być równa lub większa od 30. W większości systemów stosujących R&K do ustalania ST używa się wielokrotności liczby 5.
Zapis wykonania przez stronę testu symbolizuje wyrażenie XzY, przy czym X oznacza liczbę rzucanych kości, czyli pulę, z – „zachowaj” a Y – liczbę kości zachowanych. Dlatego 7z3 oznacza test przy pomocy siedmiu kości i zachowanie trzech wyników. Wyniki zachowane (albo zatrzymane) to te, które są uwzględniane podczas porównania sumy wyników z ST.
To zawsze strona testująca wybiera, które wyniki zachowuje – może więc celowo przegrać.

## Przykłady
(Przykłady nie wywodzą się z konkretnej gry fabularnej i w różnych systemach mogłyby wyglądać inaczej.)
Przykład pierwszy
Gracz posiadający cztery punkty percepcji i trzy punkty otwierania zamków próbuje otworzyć zamek. Mistrz Gry ustala ST 30. Gracz sumuje obie wartości (co daje mu 7) i zachowuje mniejszą z nich (czyli 3). Dlatego wykonuje test 7z3 przeciwko ST 30. By test się powiódł, musi na przynajmniej trzech dziesięciościennych kostkach wypaść wartość 10, co jest możliwe, ale mało prawdopodobne (6,25% szansy).
Przykład drugi
Gracz posiadający cztery punkty zręczności i dwa punkty wspinaczki wykonuje test przeciwko ST 10. Suma wartości to 6, a wartość mniejsza – 2. Wykonuje więc test 6z2. Szansa na to, że na przynajmniej dwóch kościach z sześciu wypadnie wynik 5 lub większy jest bardzo duża (65,71% szansy).

## Przerzuty
W niektórych systemach gracz ma prawo przerzucić każdą kość, na której wypadła wartość 10, a kolejny rzut dodać do swojego wyniku. Przykładowo, jeżeli na jednej kości wypadnie 10, następnie znowu 10, a później 6, to testujący ma prawo potraktować to jako 26.

## Testy przeciwstawne
Zazwyczaj obie strony wykonują zwykłe testy odpowiednich umiejętności, a zwycięża ta ze stron, która otrzymała większy wynik.

## Podbicia
Strona wykonująca test ma prawo zadeklarować przed rzutem tak zwane podbicia. Oznacza to celowe zawyżenie ST w celu osiągnięcia konkretnych korzyści mechanicznych (przykładowo postać strzelająca z kuszy może zadeklarować podbicia, by strzelić w głowę celu) lub fabularnych, przejawiających się w efektowności czynu (wykonanie piruetu podczas przeskakiwania rozpadliny – na obserwatorach robi to wrażenie, choć w praktyce nie wpływa na przebytą odległość skoku).
Zakłada się, że postać deklarująca podbicia czyni trudniejszym cały test. Oznacza to, że jeżeli postać otrzyma wynik, który w normalnych warunkach zapewniłby jej sukces, ale po deklaracji podbić okazał się nie sprostać nowemu ST, uważa się całą czynność za nieudaną.
Przykład: Postać strzela z łuku do tarczy strzeleckiej. Zgodnie z mechaniką, ustala się odległość strzału i MG ocenia ST 25. Gracz jednak chce podbić ST, by trafić w sam środek tarczy, nie zaś – zgodnie z mechaniką – losowo ustalać punkt trafienia. MG wymaga zwiększenia ST do 40. Postać osiąga ostatecznie wynik 37. Chociaż normalnie wystarczyłoby to, by trafić w tarczę, to ze względu na podbicia uznaje się cały test za nieudany (czyli strzała minęła cel).

## Kość dramy
W 7th Sea stworzonych przez Johna Wicka pojawiają się specjalne kości dramy, które gracze otrzymują na początku sesji. Kości te można wykorzystać w dowolnej chwili, zwiększając jednorazowo pulę testu. W niektórych systemach kości te są przyznawane w nagrodę przez prowadzącego za odgrywanie postaci lub ciekawe zachowania.

## Roll-and-keep w konkretnych systemach
Najpopularniejsze systemy korzystające z mechaniki bazującej na R&K to Legenda Pięciu Kręgów oraz 7th Sea. Nie pojawił się żaden polski system z niej korzystający, jednak powstała darmowa, połowicznie dokończona mechanika Q10, która oferuje różne perspektywy i alternatywy tej metody. R&K w wersji Q10 jest wykorzystywane w polskich systemach autorskich.